# Йоан Дякон
Йоан Дякон (на латински: Iohannes Diaconus, на италиански: Giovanni Diacono † след 1018 г.) е венециански църковен и държавен деец, автор на произведението „Венецианска хроника“ - един от най-ранните летописи на Венецианската република.
За ранните му години липсва информация. Има предположение, че е родственик на дожа Пиетро II Орсеоло. За първи път името му се споменава в документ на франкския крал Ото III от май 995 г., в който императорът потвърждава правата на Венеция над Ераклеа. На следващата година Йоан Дякон посещава Равена като посланик на Венецианската република и получава от императора разрешение да се открият три пазара на венециански търговци на територията на североиталианските области на Свещената Римска империя. На 7 януари 999 г. Йоан Дякон посещава Рим, за да издейства поредно потвърждение от Отон III на правата на Венеция над Ераклеа.
По всяка вероятност Йоан Дякон е бил и част от венецианските дипломати, изпратени в Константинопол през 1004 г. във връзка с брака на сина на Пиетро II Орсеоло Джовани Орсеоло с императорската племенница Мария Аргира.
След смъртта на Пиетро II Орсело Йоан Дякон остава на длъжност капелан на дожа и при неговия наследник Отоне Орсеоло и за последен път се споменава в източниците през 1018 г. Не е известно кога е починал.